# Stanisław Błaszkowiak
Stanisław Błaszkowiak (ur. 10 listopada 1893 w Radzewie, zm. 8 listopada 1975 w Gdańsku) – polski specjalista budowy mostów, profesor Politechniki Gdańskiej, członek Towarzystwa Naukowego Warszawskiego.

## Życiorys
Był synem Franciszka (cieśli) i Józefy z Nawrotów. Uczęszczał do gimnazjum w Śremie (1904–1913), następnie podjął studia inżynierskie na Politechnice w Charlottenburgu (1913–1916); nie ukończył studiów, został powołany do armii niemieckiej i w jej szeregach uczestniczył w walkach I wojny światowej.
Po wojnie rozpoczął pracę w PKP w kierownictwie budów linii kolejowych. W latach 1921–1925 studiował na Politechnice Gdańskiej; pracował jednocześnie – do wybuchu II wojny światowej – jako kierownik Działu Podtorza i Mostów w dyrekcjach okręgowych kolei w Gdańsku (1923–1929), Toruniu (1929–1938) i Poznaniu (1938–1939).
W czasie okupacji pracował jako księgowy w fabryce pończoch w Częstochowie, następnie w kolejnictwie w Krakowie; pozostał związany z koleją krótko po wojnie – w Krakowie (styczeń–luty 1945) i Poznaniu (1945–1947).
W latach 1945–1946 uczył w Liceum Drogowym i w Szkole Inżynierskiej w Poznaniu, w 1946 związał się z Politechniką Gdańską; kierował Katedrą Mostów Stalowych, w 1947 obronił doktorat nauk technicznych (na podstawie pracy Przyczynki do metody Crossa), od 1949 był profesorem nadzwyczajnym, od 1960 profesorem zwyczajnym. Przeszedł na emeryturę w 1964.
W 1951 został członkiem zwyczajnym Towarzystwa Naukowego Warszawskiego. Polska Akademia Nauk przyznała mu nagrodę im. Feliksa Jasińskiego (1961), otrzymał również odznaczenia państwowe – Złoty Krzyż Zasługi (1936) i Krzyż Oficerski Orderu Odrodzenia Polski (1957).
80–lecie urodzin prof. Błaszkowiaka uczczono specjalnym posiedzeniem Rady Naukowej Instytutu Budownictwa Lądowego Politechniki Gdańskiej. Jednym z jego studentów był znany fizyk, generał Sylwester Kaliski.
W pracy naukowej zajmował się budową mostów, konstrukcjami budowlanymi oraz mechaniką budowli. Opracował m.in. projekt wzmocnienia mostu kolejowego na Wiśle w Toruniu. Badał problematykę statyki i dynamiki kratownic i ram. Ogłosił szereg prac naukowych, m.in.:
- Metoda Crossa. 82 przykłady (1948)
- Przyczynek do dynamiki kratownic. Metoda Pohlhausen-Cross (1949, ze Zbigniewem Kączkowskim)
- Kraty rombowe i złożone. Obliczenie metodą Crossa (1950)
- Bestimmung der Größtdurchbiegung eines parallelgurtigen Vierendeelträgers (1956)
- Metoda Crossa (1959, ze Zbigniewem Kączkowskim)
- Interactive Methods in Structural Analysis (1966)

Należał do Polskiej Korporacji Akademickiej Związek Akademików Gdańskich Wisła